# Vanlig lejontamarin
Vanliga lejontamarinen, Vanliga lejonapan, röda lejonapan eller bara lejonapan (Leontopithecus rosalia), är en starkt utrotningshotad lejontamarin i familjen kloapor (Callitrichidae). Namnet har den fått av sin gyllene man runt ansiktet.

## Utseende
Den vanliga lejontamarinen har en gyllene päls med en lång, bakåtsvept man som täcker öronen och inramar det mörka, nästan nakna ansiktet. Kroppslängden är 34-40 cm och svansen är 26-38 cm. Vikten varierar mellan 630 och 710 gram. 
De främre extremiteterna är något längre än bakbenen men inte lika tydlig som hos andra kloapor. Arten har händer som är kortare än bakfötterna med en tumme som inte är motsättlig. Honan har två spenar som ligger ungefär vid bukens centrum.

## Taxonomi
Den vanlig lejontamarinen listas emellanåt som en separat art (Leonthopithecus rosalia), men ibland anses den vara en underart av lejontamarinen (Leontopihecus rosalia rosalia).

## Utbredning och population
Den vanliga lejontamarinens förekomst begränsas till låglandskogar (under 300 m ö.h.) vid kusten i staten Rio de Janeiro i Brasilien . Den ursprungliga förekomsten omfattade de flesta av de låglänta kustområdena i delstaten Rio de Janeiro. Tidiga uppskattningar om populationens storlek på 1970-talet varierade allt från 200 till 600 individer.
Mellan åren 1991 och 1992 utfördes en fullständig och grundlig inventering över beståndets storlek. Det totala antalet individer beräknades vara 562 (intervallet 470–631). Cirka 290 av dem levde i det biologiska reservatet Poço d’ Anta, och resten av populationerna var belägna i kommunerna Silva Jardim, Cabo Frio, Saquarema och Araruama. Den totala arealen med lejonapor var 104,5 km².
I december 2000 var antalet individer 579. Lejonaporna i Poço d’ Anta hade minskats till 220 individer på grund av rovdjuren, men mängden djur utanför reservatet hade ökat med ca 90, främst genom den lyckade etableringen av lejonapor i det biologiska reservatet i União år 1994.
Den aktuella uppskattningen av arten är över 1000 individer i naturen . Det finns få skogsområden som skulle kunna möjliggöra en ytterligare expansion av beståndet. Ifall arten skulle använda sig av hela den tillgängliga livsmiljön, skulle antalet vara omkring 2 000. Därför är det viktigt att se till att skogarna inte huggs ned om den fortsatta överlevnaden av denna art skulle vara möjlig.
Populationstätheter
- Biologiska reservatet Poço d’ Anta - 12 individer/km² [12]
- Intill Poço d’ Anta - 5,1 individer/km² [9]
- Biologiska reservatet União - 3,5 individer/km² [13]
- Campos Novos - 8,5 individer/km² [13]

Populationsutveckling: Stabil

## Levnadssätt
Den vanlig lejontamarinen lever som sagt i låglandsskogarna vid Atlanten med en årsnederbörd på 1500 mm per år . Enligt forskningar kan de även klara sig i torrare skogar, ifall deras krav på föda och boplatser förverkligas.
Lejonapor äter både frukter, blommor, nektar och grodor, sniglar, ödlor, spindlar och insekter . De lever i familjegrupper av vanligtvis 4 till 8 medlemmar (Medeltal:5,8 intervall:3-11) i Poco d’ Anta . Arten har en dräktighetstid på 128 dygn, och honan föder tvillingar en gång i året . Familjegrupperna lever på revir på 45 hektar (intervall 21–73) i Poco d’Anta  och på 150 hektar (intervall 65–229) i Uniãno.
Nyfödda ungar är vanligen 10 till 11 cm långa (huvud och bål) med en 12 till 14 cm lång svans och en vikt av 52 till 74,5 g. De har redan päls och öppna ögon. Ungarna klamrar sig sedan fast i moderns päls under två till tre veckor. Sedan lämnar de modern tillfällig och efter cirka 8 veckor har de full rörelseförmåga. Efter ungefär 12 veckor slutar honan med digivning och ungarna börjar efter 32 till 40 veckor med markeringar av reviret. Könsmognaden infaller uppskattningsvis efter 18 månader. Vanliga lejontamariner i fångenskap levde 10 till 15 år.

## Hot
Lejonapan lever i de områden som koloniserades först i Brasilien på 1600-talet. Idag är regionen fortfarande det mest tätbefolkade i hela landet och centrum för landets jordbruk och industri.
På 1960-talet exporterades hundratals djur utomlands lagligt som sällskapsdjur. Den illegala handeln fortsatte också efter att man vidtagit internationella skyddsåtgärder. Samtidigt röjde man låglandsskogarna till åkrar och betesmarker, och artens livsmiljö har blivit mindre och mindre.